# انقطاع التيار الكهربائي في شبه الجزيرة الإيبيرية 2025
حدث انقطاع كبير للتيار الكهربائي في شبه الجزيرة الأيبيرية وأجزاء من جنوب أوروبا، في 28 أبريل 2025، مما أثر على أندورا والبرتغال وإسبانيا وجنوب فرنسا. وأشارت التقارير إلى وجود مشاكل في شبكة الكهرباء الأوروبية. توقفت إشارات المرور عن العمل في العديد من الأماكن، واضطرت خطوط المترو إلى الإخلاء.

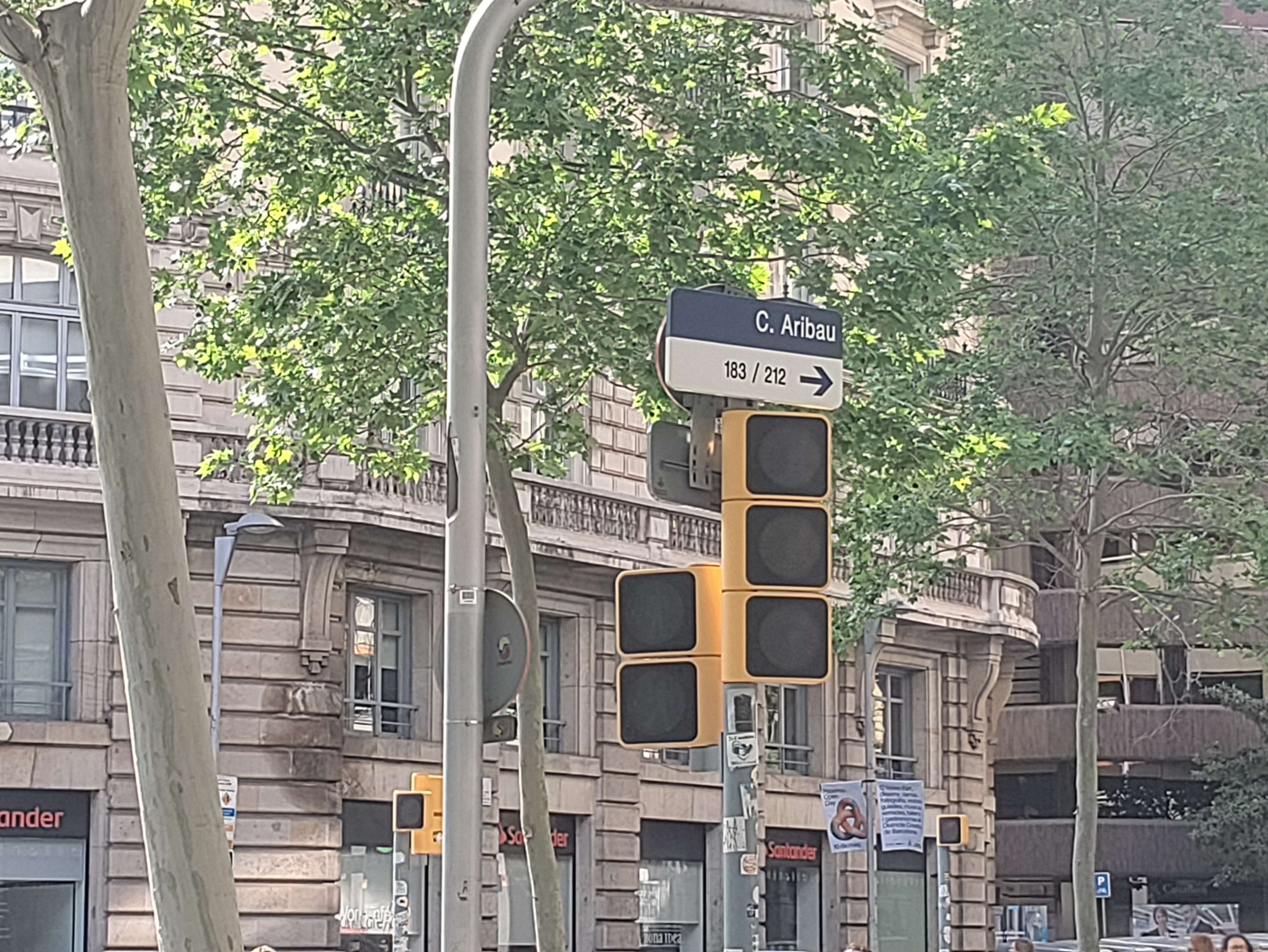
تسبب انقطاع التيار الكهربائي في توقف إشارات المرور

## التأثير

### البرتغال
في البرتغال، تسبب انقطاع الكهرباء في توقف مترو لشبونة والقطارات وإشارات المرور. كما عانت شبكات الهاتف المحمول من قيود شديدة، لا سيما فيما يتعلق بالمكالمات الصوتية، حيث لا تعمل خدمات البيانات إلا بشكل جزئي. ولجأت المستشفيات إلى مولدات الكهرباء للحفاظ على عملياتها.
توقفت قطارات ركاب شركة فيرتاجوس في المحطات، ونُشرت قوات شرطة إضافية للتعامل مع مشاكل المرور الناجمة عن توقف إشارات المرور. كان مطار لشبونة يعمل بشروط، ثم أُغلق قرابة الساعة الواحدة ظهرًا. وتحولت مطارات بورتو وفارو إلى استخدام مولدات الطاقة.
عقد مجلس الوزراء برئاسة لويس مونتينيغرو اجتماعًا طارئًا بشأن الانقطاع.
ظلت ماديرا وجزر الأزور غير متأثرتين بالانقطاع.

### إسبانيا

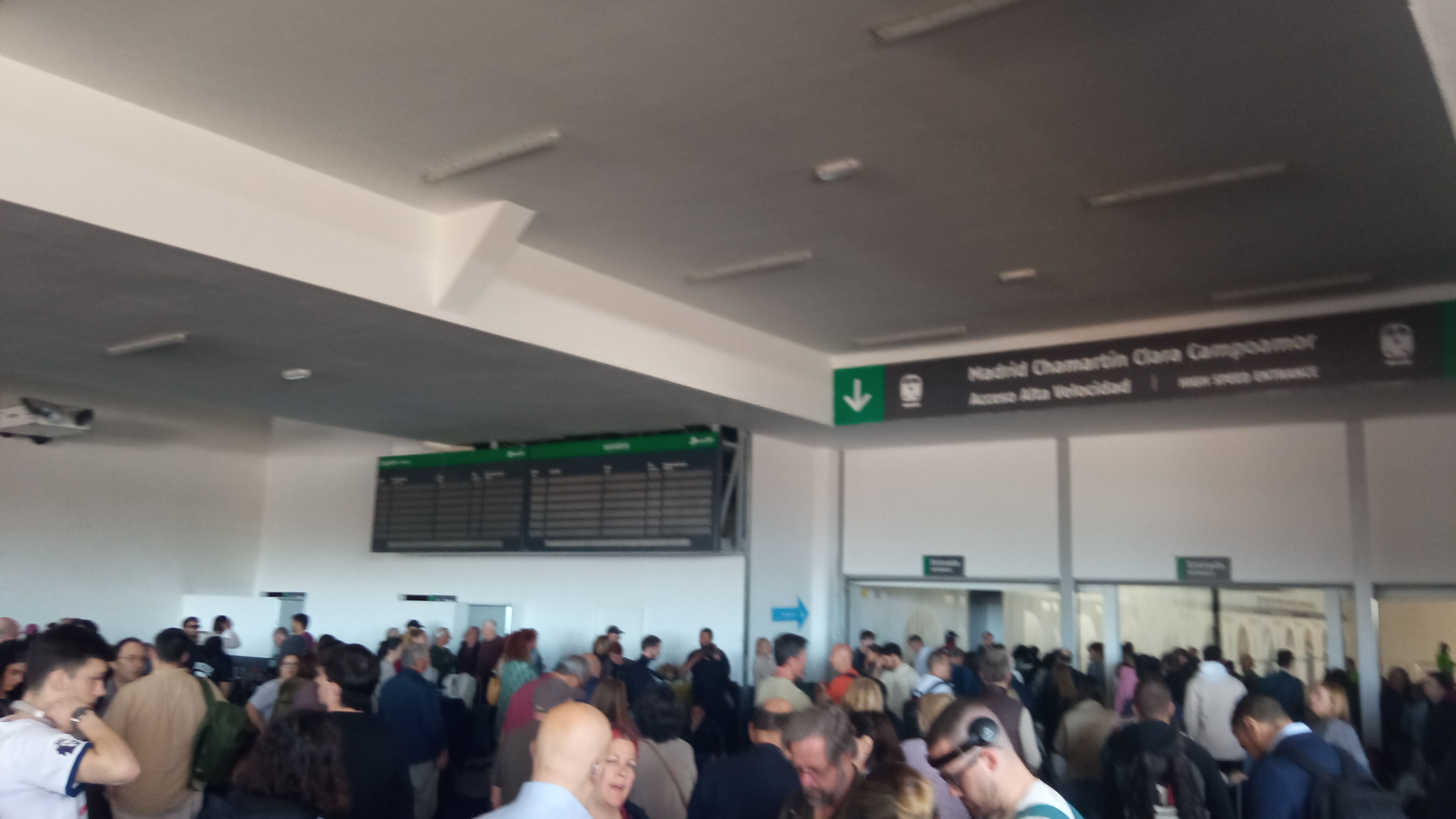
ركاب ينتظرون في محطة كلارا كامبوامور للسكك الحديدية في مدريد أثناء انقطاع التيار الكهربائي

صرحت شركة تشغيل القطارات الإسبانية رينفي أن "شبكة الكهرباء الوطنية بأكملها انقطعت" في الساعة 12:30 ظهرًا. حدثت حالة من الفوضى بين المسافرين في إسبانيا بعد الإبلاغ عن انقطاع واسع للتيار الكهربائي، ما أدى إلى انقطاع إشارات المرور والتأثير على الطرق والمطارات ومحطات القطارات. ذكرت شركة ريد إلكتريكا دي إسبانيا المشغلة لشبكة الكهرباء أن انقطاع التيار يمكن أن يستمر من 6 إلى 10 ساعات.
وأفادت السلطات الإسبانية أن محطات الطاقة النووية في البلاد جرى فصلها عن الشبكة تلقائيًا بسبب فقدان طاقة الشبكة. تأثرت أيضًا خدمات الاتصالات والإنترنت، حيث ذكرت نت بلوكس أن اتصالات الويب انخفضت إلى 17 بالمائة فقط من الاستخدام الطبيعي. وبالمثل، أظهرت بيانات من الشبكة الوطنية أن الطلب على مستوى البلاد انخفض انخفاضًا حادًّا في حوالي الساعة 12:15 ظهرًا من 27500 ميجاوات إلى ما يقرب من 15000 ميجاوات.
فعّلت مدينة مدريد خطة الطوارئ الإقليمية (PEMAM). كما انقطعت الكهرباء عن برلمان إسبانيا. وعُلِّقت مباريات بطولة موتوا مدريد المفتوحة للتنس لعام 2025.
ظلت جزر الكناري وجزر البليار دون تأثير.
دعا رئيس الوزراء الإسباني بيدرو سانشيز إلى عقد اجتماع طارئ لمجلس الأمن القومي بشأن الانقطاع.
وفي وقت لاحق من اليوم، عادت المطارات إلى العمل مع تخفيض طاقتها بنسبة 20%، وقال وزير النقل أوسكار بونتي إن خدمات القطارات الطويلة والمتوسطة المسافة لن تستأنف حتى اليوم التالي.

### أندورا
صرحت شركة "فورسيس إلكتريك داندورا"، وهي شركة تزويد الكهرباء في أندورا ، بأن انقطاع التيار الكهربائي من إسبانيا أثر على الإمارة لبضع ثوانٍ. ثم جرى ربط شبكة الكهرباء في أندورا بالشبكة الفرنسية بواسطة نظام استعادة تلقائي. كما أبلغت شركة "أندورا تيليكوم" للاتصالات عن انقطاع مماثل في اتصالات الإنترنت.

### فرنسا
أبلغ مشغل نظام نقل الكهرباء Réseau de Transport d'Électricité عن انقطاع للتيار الكهربائي لم يستمر سوى بضع دقائق في إقليم الباسك الفرنسي.

### المغرب
واجهت شركات الإنترنت مثل أورنج مشاكل في المغرب بسبب عدم اتصال الخوادم في إسبانيا بالإنترنت.

## السبب المحتمل
في الساعة 15:03 بتوقيت غرينتش، أعلنت شركة REN، مشغلة شبكة الكهرباء البرتغالية، أن الانقطاع ناجم عن "تقلبات في درجات الحرارة في إسبانيا"، مما تسبب في ظاهرة جوية نادرة تسببت في تذبذبات في خطوط الكهرباء عالية الجهد وتعطيل التزامن بين الأنظمة. وأشارت الشركة إلى أن عودة الشبكة إلى وضعها الطبيعي قد تستغرق ما يصل إلى أسبوع.
كما أُبلغ عن وقوع حريق، ورد أنه اندلع في جنوب غرب فرنسا بين بيربينيان وشرق ناربون، والذي تسبب في إتلاف خط كهرباء عالي الجهد، وتُعدِّه REN سببًا محتملًا للانقطاع الذي جرى. بينما أعلنت شركة نقل الكهرباء الفرنسية الشركة المسؤولة عن صيانة خط الكهرباء المذكور، على حسابها الرسمي X أنه لم تكن هناك حرائق في المنطقة.
وأفادت التقارير أن وكالة الأمن السيبراني الإسبانية Incibe تُحقق في احتمال أن يكون سبب الحادث هو هجوم إلكتروني.
اعرب رئيس الوزراء الإسباني بيدرو سانشيز عن شكره للسلطات في فرنسا والمغرب اثر تضامنهما في استعادة إمدادات الكهرباء.